# Керзон-Хау, Ричард Уильям, 1-й граф Хау
Ричард Уильям Пенн Керзон-Хау, 1-й граф Хау (англ. Richard William Penn Curzon-Howe, 1st Earl Howe; 11 декабря 1796 — 12 мая 1870) — британский пэр и придворный.

## Предыстория
Родился 11 декабря 1796 года. Третий сын достопочтенного Пенна Эштона Керзона (? — 1797), старшего сына Эштона Керзона, 1-го виконта Керзона (1730—1820), и его жены Эстер Ханмер. Его матерью была София Шарлотта, урождённая Хау, баронесса Хау (1762—1835), старшая дочь Ричарда Хау, 1-го графа Хау, и его жены Мэри, урождённой Хартоп. Он получил образование в Итонском колледже, (Виндзор, Беркшир) и в Крайст-Черч, Оксфордский университет, Оксфорд, Оксфордшир.

## Общественная жизнь
Поскольку его отец умер раньше своего отца, Ричард Керзон унаследовал виконтство своего деда в 1820 году. Год спустя он взял дополнительное имя Хау по королевской лицензии и в том же году получил титул графа Хау (возрождение титула, ранее принадлежавшего его деду по материнской линии). С 1829 по 1830 год он был лордом-тори опочивальни короля Георга IV, ему был пожалован Королевский Гвельфский орден в 1830 году. Он занимал должность лорда-камергера королевы Аделаиды в 1830—1831, 1834—1837 годах. После смерти своей матери в 1835 году он унаследовал титул 3-го барона Хау.
Его должность давала ему значительное влияние на королеву и через неё короля Вильгельма IV, которые оба любили его и восхищались им. Злонамеренные слухи о том, что он был любовником королевы, даже в то время не воспринимались всерьез и полностью игнорируются историками. Именно его позиция крайнего тори и его решительная оппозиция Закону о реформе 1832 года сделали его неприемлемым для правительства, и лорд Грей в конце концов настоял на его увольнении, к большому огорчению королевы. Последующие переговоры о его восстановлении в должности ни к чему не привели.
Биограф короля Вильгельма IV описал его как человека, чье тщеславие и высокомерие должны были сделать его невыносимым, но который явно обладал личным обаянием, достаточно большим, чтобы заставить тех, кто его знал, не обращать внимания на его недостатки.

## Семья

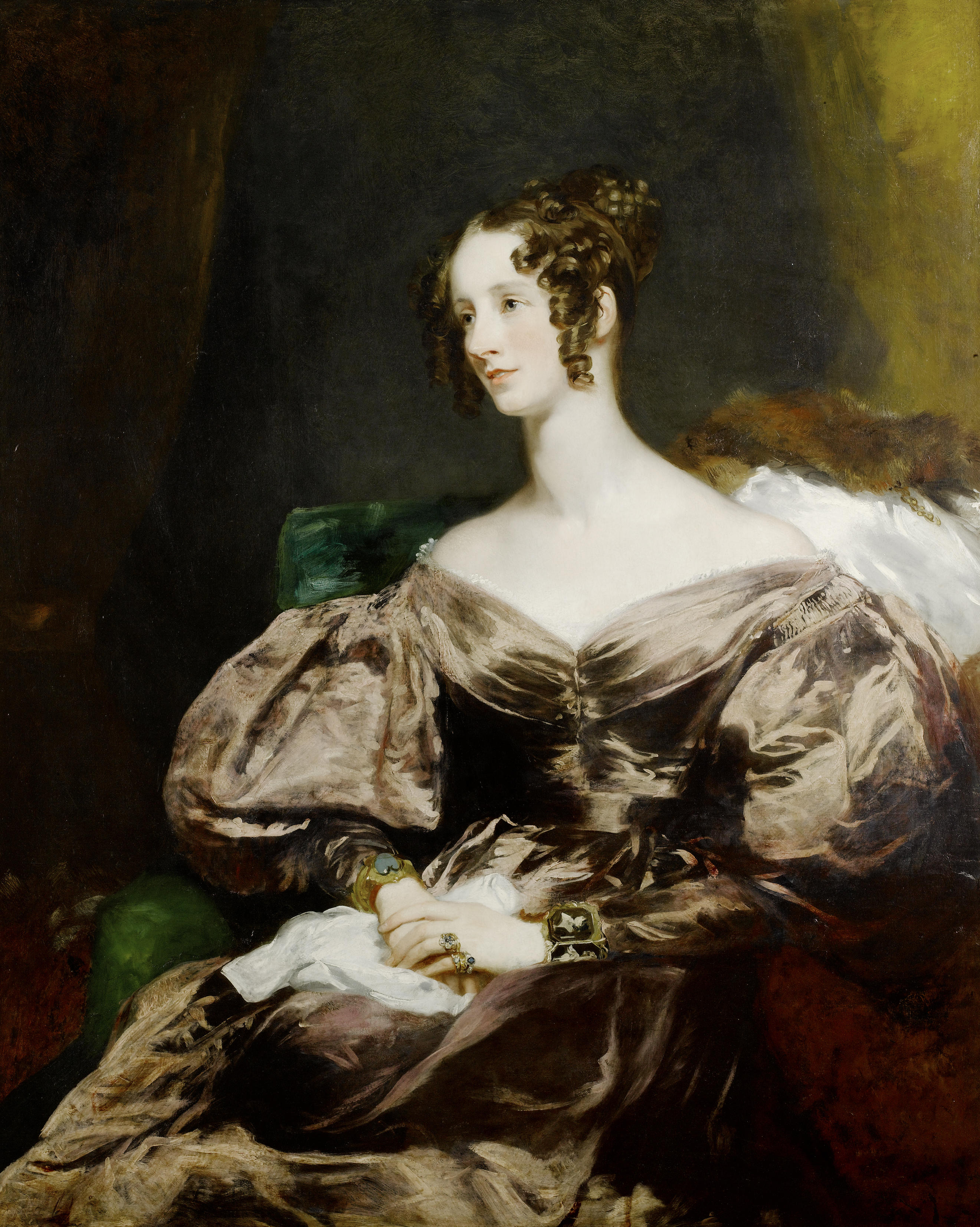
Портрет Гарриет, графини Хау, 1834 год (автор Маргарет Сара Карпентер).

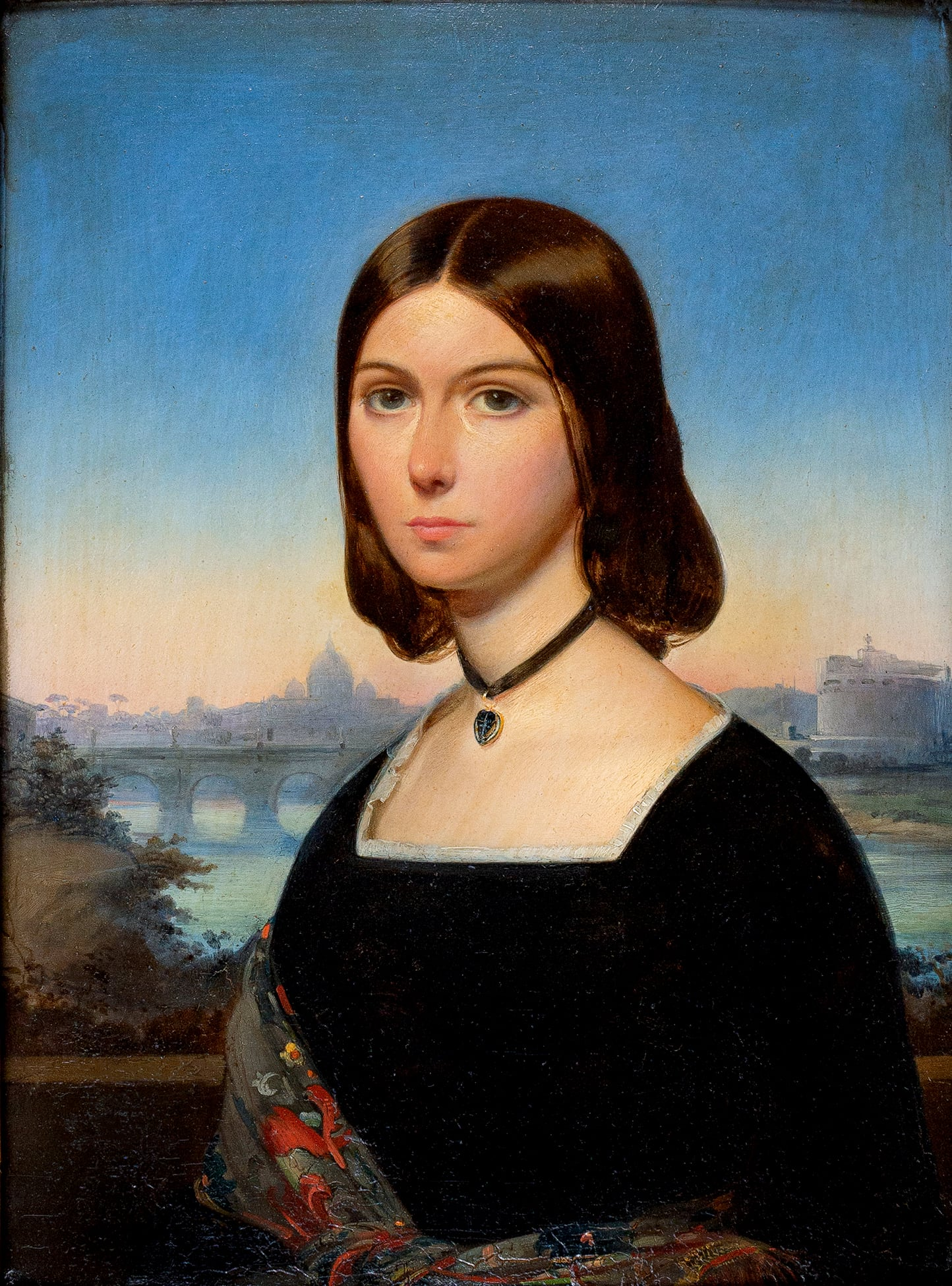
«Достопочтенная Эмили Керзон, написанная в Риме, 1850—1851 гг.», Приписывается Роберто Бомпиани.

19 марта 1820 года лорд Хау женился на леди Гарриет Джорджиане Браднелл (? — 25 октября 1836), второй дочери Роберта Браднелла, 6-го графа Кардигана. У них было десять детей:
- Джордж Огастес Фредерик Луи, 2-й граф Хау (16 января 1821 — 4 февраля 1876), старший сын и преемник отца.
- Ричард Уильям Пенн Керзон-Хау, 3-й граф Хау (14 февраля 1822 — 25 сентября 1900), предок последующих графов.
- Достопочтенный Фредерик Керзон-Хау (16 июля 1823 — 23 сентября 1881). Умер холостым.
- Достопочтенный Генри Дагдейл Керзон-Хау (21 сентября 1824 — 22 марта 1910), в 1857 году женился на Элеоноре Янг Суинберн (? — 1887), дочери генерал-майора Джона Суинберна из Кейншема, Сомерсет. У них было шестеро детей.
- Леди Джорджиана Шарлотта Керзон-Хау (29 сентября 1825 — 14 мая 1906) вышла замуж за Генри Сомерсета, 8-го герцога Бофорта.
- Майор Достопочтенный Уильям Генри Керзон-Хау (1 июня 1827 — 5 января 1914), в 1870 году женился на Беатрис Луизе Маргарет Пейдж (? — 1873). В 1874 году вторым браком он женился на Эмили Каупер, дочери Фредерика Каупера, судьи из Камберленда. У них были одна дочь.
- Достопочтенный Эрнест Джордж Керзон-Хау (12 августа 1828 — 5 марта 1885), женился на Августе Лэтэм Халлифакс (ок. 1835—1917), дочери Бригадного генерала Роберта Дампьера Халлифакса и внучке Сэмюэля Халлифакса, епископа Глостера и Святого Асафа. У них было шестеро детей.
- Генерал Достопочтенный сэр Лестер Смит (25 октября 1829 — 27 января 1891).
- Леди Аделаида Керзон-Хау (1835 — 22 марта 1903), вышла замуж за Фрэнсиса Фейна, 12-го графа Уэстморленда.
- Леди Эмили Мэри Керзон-Хау (1836 — 9 декабря 1910), вышла замуж за сэра Роберта Кингскота. Она была камеристкой королевы Александры.

Первая жена графа Хау умерла в 1836 году, а 9 октября 1845 года он женился на Энн Гор (? — 23 июля 1877), второй дочери адмирала сэра Джона Гора. У них было трое детей:
- Достопочтенный Монтегю Керзон (21 сентября 1846 — 1 сентября 1907), женат с 1886 года на Эсме Фицрой (1859 — 25 мая 1939, дочери Фрэнсиса Горацио Фицроя (1823—1900) и жены Гертруды Данкомб, чья дочь Мэри вышла замуж за своего двоюродного брата, Фрэнсиса Керзона, 5-го графа Хау, и была матерью 6-го графа Хау.
- Леди Мэри Энн Керзон (23 июля 1848 — 10 мая 1929), вышла замуж за 2-го герцога Аберкорна. Предки последующих герцогов.
- Адмирал сэр Эштон Гор Керзон-Хау (10 августа 1850 — 1 марта 1911).